# Songs of Leonard Cohen
Songs of Leonard Cohen — дебютний студійний альбом канадського автора та виконавця пісень Леонарда Коена, представлений 27 грудня 1967 року на лейблі Columbia Records. Платівка досягла 83 позиції у американському чарті Billboard 200 та отримала золотий статус у 1989 році від RIAA; у чарті Великої Британії альбом протримався півтора року, досягнувши 13 місця.

## Передісторія
Коен отримував позитивні відгуки про свою діяльність як поет та новеліст і розвивав інтерес до музики, граючи на гітарі у гурті Buckskin Boys у юнацькі роки. У 1966 році Леонард вирушив до Нашвілля, де він сподівався стати автором та виконавцем пісень в стилі кантрі, але натомість потрапив на фолк сцену Нью-Йорка. У листопаді 1966 Джуді Коллінз записала композицію Коена «Suzanne» для свого альбому «In My Life», внаслідок чого Леонард потрапив у поле зору відомого продюсера Джона Хеммонда. За участі Хеммонда Коен підписав контракт із Columbia Records. Саме цей продюсер мав займатись дебютною платівкою музиканта, проте у зв'язку із хворобою був замінений Джоном Саймоном.

## Випуск
Платівка Songs of Leonard Cohen була представлена на CD у 1989 році, а діджіпак видання — у деяких європейських країнах у 2003 році. Ремастеринг версія із двома додатковими композиціями «Store Room» і «Blessed is the Memory» побачила світ 24 квітня 2007 року у США та 20 червня 2007 року — у Японії. Японське видання було видано обмеженим накладом із копією оригінальної обкладинки і текстами пісень всередині. У 2009 році альбом із додатковими композиціями 2007 року був доданий у «Hallelujah — The Essential Leonard Cohen Album Collection», 8-дисковий бокс-сет, представлений компанією Sony Music у Нідерландах.

## Список композицій
| Перша сторона | Перша сторона       | Перша сторона |
| #             | Назва               | Тривалість    |
| ------------- | ------------------- | ------------- |
| 1.            | «Suzanne»           | 3:48          |
| 2.            | «Master Song»       | 5:55          |
| 3.            | «Winter Lady»       | 2:15          |
| 4.            | «The Stranger Song» | 5:00          |
| 5.            | «Sisters of Mercy»  | 3:32          |

| Друга сторона | Друга сторона                       | Друга сторона |
| #             | Назва                               | Тривалість    |
| ------------- | ----------------------------------- | ------------- |
| 1.            | «So Long, Marianne»                 | 5:38          |
| 2.            | «Hey, That’s No Way to Say Goodbye» | 2:55          |
| 3.            | «Stories of the Street»             | 4:35          |
| 4.            | «Teachers»                          | 3:01          |
| 5.            | «One of Us Cannot Be Wrong»         | 4:23          |

| Додаткові композиції видання 2007 року | Додаткові композиції видання 2007 року | Додаткові композиції видання 2007 року |
| #                                      | Назва                                  | Тривалість                             |
| -------------------------------------- | -------------------------------------- | -------------------------------------- |
| 1.                                     | «Store Room»                           | 5:06                                   |
| 2.                                     | «Blessed Is the Memory»                | 3:03                                   |

## Учасники запису
- Леонард Коен — вокал, акустична гітара;
- Джиммі Лавлейс — ударні («So Long, Marianne»);
- Ненсі Прідді — вокал («Suzanne», «So Long, Marianne», «Hey, That's No Way to Say Goodbye»);
- Віллі Раф — бас («So Long, Marianne», «Stories of the Street»)
- Chester Crill, Chris Darrow, Соломон Фельдтгауз, Девід Ліндлі — флейта, мандоліна, варган, скрипка, різні близькосхідні інструменти («Master Song», «Winter Lady», «Sisters of Mercy», «So Long, Marianne», «Hey, That's No Way to Say Goodbye», «Stories of the Street», «Teachers»)[6]

## Чарти
| Чарт (1968–69)                       | Найвища позиція |
| ------------------------------------ | --------------- |
| Нідерланди Dutch Albums (MegaCharts) | 4               |
| Велика Британія UK Albums (OCC)      | 13              |
| США Billboard 200                    | 83              |

| Чарт (2016)                                  | Найвища позиція |
| -------------------------------------------- | --------------- |
| Австралія Australian Albums (ARIA)           | 81              |
| Франція French Albums (SNEP)                 | 152             |
| Норвегія Norwegian Albums (VG-lista)         | 36              |
| Португалія Portuguese Albums (AFP)           | 48              |
| Швеція Swedish Albums (Sverigetopplistan)    | 35              |
| Швейцарія Swiss Albums (Schweizer Hitparade) | 99              |

## Сертифікації та продажі
| Регіон                                                                                          | Сертифікація | Продажі  |
| ----------------------------------------------------------------------------------------------- | ------------ | -------- |
| Австралія (ARIA)                                                                                | Платиновий   | 70 000^  |
| Канада (Music Canada)                                                                           | Золотий      | 50 000^  |
| Франція (SNEP)                                                                                  | Золотий      | 100 000* |
| Німеччина (BVMI)                                                                                | Золотий      | 250 000^ |
| Швейцарія (IFPI Switzerland)                                                                    | Золотий      | 25 000^  |
| Велика Британія (BPI)                                                                           | Золотий      | 100 000^ |
| *продажі, що базуються лише на сертифікаціях ^відвантаження, що базуються лише на сертифікаціях |              |          |